# Ана Маринковић
Ана Маринковић (Београд, 7. април 1881 ― Гетари, 30. мај 1973) била је српска сликарка. Излагала је од 1910. године. Била једана од оснивача Удружења „Цвијета Зузорић” и његова прва председница, а касније и једна од оснивача Удружења ликовних уметника Србије, 1919. године.

## Биографија
Ана Маринковић рођена је као Ана Лозанић, друго дете у угледној београдској породици. Њен отац Сима Лозанић, био је хемичар, професор и ректор Београдског универзитета, члан Српске краљевска академије, министар и народни посланик. Мајка Лозанић, рођена Пачић, била је пореклом из породице Вучић–Перишић. Поред Ане, Лозанићи су имали сина Миливоја, хемичара и универзитетског професора, Светислава и ћерку Јелену, касније удату за америчког официра у српској војци Џона Фротингхама, која се активно бавила хуманитарним радом.
Она је одмалена показивала склоност ка цртању и сликању, па је врло брзо добила и прве поуке из сликања и то од будуће најпознатије српске сликарке тог времена Надежде Петровић. После завршене Варошке основне школе и Више девојачку школу желела је да учи сликарство, ali su se, због положаја и угледа породице, њени родитељи су се у почетку противили могућности да уђе у круг београдских сликара, који се по правилу тада везивао за боеме. Међутим, њена жеља да се бави сликарством превагла је све, те су је родитељи на крају ипак подржали. Крајем прве деценије 20. века, када је већ била удата за Војислава Маринковића, доктора правних наука, економисту, политичара, а касније и министра спољних послова Краљевине Југославије, Ана Маринковић уписује се у Уметничко-занатску школу коју су у то време водили Риста и Бета Вукановић.
Била је једна од омиљених ученица женског одељења Бете Вукановић. Са њом су у одељењу биле познате сликарке попут Видосаве Ковачевић, Милице Чађевић, Анђелије Лазаревић, Наталије Цветковић и друге.
Када је избио Први балкански рат добровољно се пријавила као болничарка, што је учинила и касније, током Другог балканског и Првог светског рата. Током ратна дешавања током Првог светског рата нашла се у избеглиштву на Крфу.
Године 1935. доживела је личну трагедију да јој у једној години премину отац, супруг и зет. Била је блиска пријатељица са краљицом Маријом Карађорђевић. Сакупљале су добровољне прилоге, саветовале жене и мајке које су од њих тражиле помоћ, бринуле о сиромашној деци. Као чланица „Ладе”, учесница на југословенским ликовним смотрама и једна од оснивача Удружења „Цвијета Зузорић“ и његова прва председница, Ана Маринковић је била често и радо виђена особа међуратног београдског културног и уметничког живота.
Током окупације Југославије у Другом светском рату Ана Маринковић живи повучено. По завршетку рата не успева да се прилагоди новом комунистичком поретку, у ком су блиске везе ње и њеног покојног супруга представљале потенцијалну опасност. Зато је напустила земљу и отишла у приморско место Гетари на југозападној обали Француске, где је живела скромно, сликајући и даље, све до смрти, 30. маја 1973. године. Делфа Иавнић је записала у својим Успоменама, да јој је Ана била најбоља пријатељица.

## Сликарски рад
Ана Маринковић почела је да излаже своје радове већ 1908. године, на ђачкој изложби Уметничко-занатске школе. Две године касније добија и прве озбиљне похвале критике у ондашњем Српском књижевном гласнику: „извесни њени радови могли би да изађу на сваку српску изложбу с много успеха”. Исте 1910. године постаје чланица Друштву српских уметника „Лада”, са којим је излагала све до почетка Другог светског рата. После завршене Уметничко-занатске школе наставља школовање у Паризу и Лондону. У том периоду излаже своје радове на међународним изложбама у Торину и Софији.
Током Првог светског рата, када се као болничарка нашла у избеглиштву на Крфу, среће Косту Миличевића, будућег великог српског импресионисту и са њим у друштву слика неколико пејзажа. Његов познати in pasto сликарски поступак, кратак испрекидан потез широке четке јарких боја, утицао је на њен рад, па се нешто од Миличевићевог особеног стила пренело и на њене пејзаже из времена рата. Тај утицај ће бити присутан и после рата, на сликама приобаља Саве и Дунава и околине Београда. Ипак, током времена је успела да изгради сопствени стил. Утоме су јој помогли учестали наступи на југословенским уметничким изложбама и изложбама „Ладе”.

### Сликарски мотиви
Главни мотив на сликама Ане Маринковић су пејзажи, док је фигуру и портрет потиснула у други план. То није прошло непримећено код ликовних критичара, те су је махом оцењивали као умереног импресионисту, сликарку која је остала доследна потврђеним вредностима београдске сликарске школе почетка 20. века. Најчешће је сликала живописне србијанске пределе, али и зимске планинске пределе Словеније, далматинске заливе и обале. Током школовања у Београду, у природи је често сликала са Видосавом Ковачевић, са којом је студирала. Поред пејзажа сликала је и мртве природе, а посебан осећај имала је за ентеријере соба и салона у којима је живела и у којима се кретала. Ипак, колико год се трудила, снагу, даровитост и визију својих узора Надежде Петровић и Бете Вукановић ипак није могла да досегне. Њени стваралачки домети били су далеко скромнији.

### Сликарски опус
Сликарски опус Ане Маринковић данас је познат у обиму од око 300 слика и нешто мање акварела, претежно пејзажа, ентеријера и мртвих природа. Њена дела се налазе у збиркама Народног музеја у Београду, Музеја савремене уметности у Београду, Музеја Града Београда, Народног музеја у Смедеревској Паланци, док је незнатан број у приватним збиркама у Србији и нешто више у иностранству. Захваљујући родбинским везама Ане Маринковић са породицом Генчић данас је познат драгоцен фонд од преко двадесет њених слика из свих раздобља, који је породица Генчић успела да сачува до данашњих дана.

## Оставштина
Пред крај живота Ана Маринковић завештала је неколико слика из своје породичне оставштине Народном музеј у Београду. Међу њима су и један крфски пејзаж из времена рата, рад њеног омиљеног сликара Косте Миличевића, као и рад Паје Јовановића из 1912. године, који приказује будућу сликареву супругу Муни.

## Занимљивости
Према причи Маре Лукић Јелесић, шабачке уметнице, која је на студијама у Уметничко-занатској школи у Београду била колегиница Ане Маринковић, Љубе Ивановића и Милене Павловић-Барили, Ана Маринковић је, као ћерка тадашњег министра, могла да приушти себи да слика снег на Калемегдану седећи у белом аутомобилу са личним возачем.